# Sándor Radó
Pour les articles homonymes, voir Rado.
Sándor Radó, né en 1890 à Kisvárda, en Hongrie, et mort le 14 mai 1972 à New York, est un psychiatre et psychanalyste américain d'origine hongroise. 

## Biographie
Après avoir fait des études de droit et de médecine, il rencontre Sigmund Freud en 1915 et devient analyste. Il fait sa formation avec une ancienne analysante de Freud, Erzsébet Radó-Révész (de) avec laquelle il se marie. Installé à Berlin, il poursuit son analyse avec Karl Abraham, il collabore à l'activité d'édification du cursus de formation des psychanalystes dans le cadre de l'Institut psychanalytique de Berlin. Il forme entre autres Wilhelm Reich qui, en raison de son positionnement à gauche au moment de la montée du nazisme, fut exclu de l'Association psychanalytique internationale en 1933. Il a particulièrement étudié les questions de la toxicomanie et est le premier à avoir écrit un article sur la question. Il est également l'un des fondateurs aux États-Unis du Centre de formation et recherche en psychanalyse de l'université Columbia.
Sándor Radó est le frère ainé de Charles Rado, fondateur de l’agence photographique Rapho.

## Publications
- L'angoisse de castration de la femme, Paris, L'Harmattan, 2014 (ISBN 978-2-343-03932-9 et 2-343-03932-1)
- (en) « The Psychoanalysis of Pharmacothymia », 1933, in Journal of Substance Abuse Treatment, vol. 1, 1984, p. 60-68, [lire en ligne].